# G.B.C.
G.B.C.  o GBC è un marchio italiano di produzione, importazione e distribuzione di componenti elettroniche e di produzione di elettronica di consumo.
In passato, quando era azienda autonoma, fu anche casa editrice musicale e gruppo editoriale.
La ragione sociale della ditta è l'acronimo del fondatore Gian Bruto Castelfranchi.
GBC, sussidiaria dal 1995, è un marchio di proprietà di Kon.El.Co di Sesto San Giovanni, utilizzato per vendita on-line di elettronica ed elettrotecnica di consumo.
Il suo logo, originariamente in minuscolo, dal 1967 è rappresentato in maiuscolo con una linea contina tra i caratteri.

## Storia

### Le origini
L'azienda fu fondata nel 1930 da Gian Bruto Castelfranchi con la sola ragione sociale di distribuzione di componentistica e di prodotti finiti, con sede a Milano in Corso Roma 66, poi spostata in via S. Antonio 9-13 già nel 1933 e successivamente in via Petrella 6. In questo periodo l'azienda pubblica anche una serie di spartiti come casa editrice musicale, attività che cessa definitivamente con la fine del decennio.

### La diversificazione delle attività
Dopo la morte di Gian Bruto nel 1955, l'azienda si trasforma, su iniziativa di Jacopo, figlio di Gian Bruto, sia come strategia aziendale sia nel nome, assumendo l'insegna di G.B.C. (oppure GBC) quale acronimo di Gian Bruto Castelfranchi. L'idea di GBC è quella di vendere componenti, parti (quali complessi fonografici, amplificatori) da montare all'interno di prodotti e finiti, kit e prodotti finiti tramite una serie di cataloghi che permettano sia l'acquisto di persona sia per corrispondenza. La sede amministrativa è sempre a Milano, in via Vincenzo Monti, 15, mentre quella operativa e sede di altre attività, comprese quelle editoriali verrà trasferita, negli anni 1960, a Cinisello Balsamo in diverse sedi, differenziate in base all'attività e modificate nel tempo. Nel novembre del 1964 viene inaugurata a Cinisello la sede di viale Matteotti 66 e nel 1974 quella in via Pelizza da Volpedo 1; vengono inoltre aperte diverse sedi dipendenti in tutta Italia (fino a raggiungere 300 sedi).

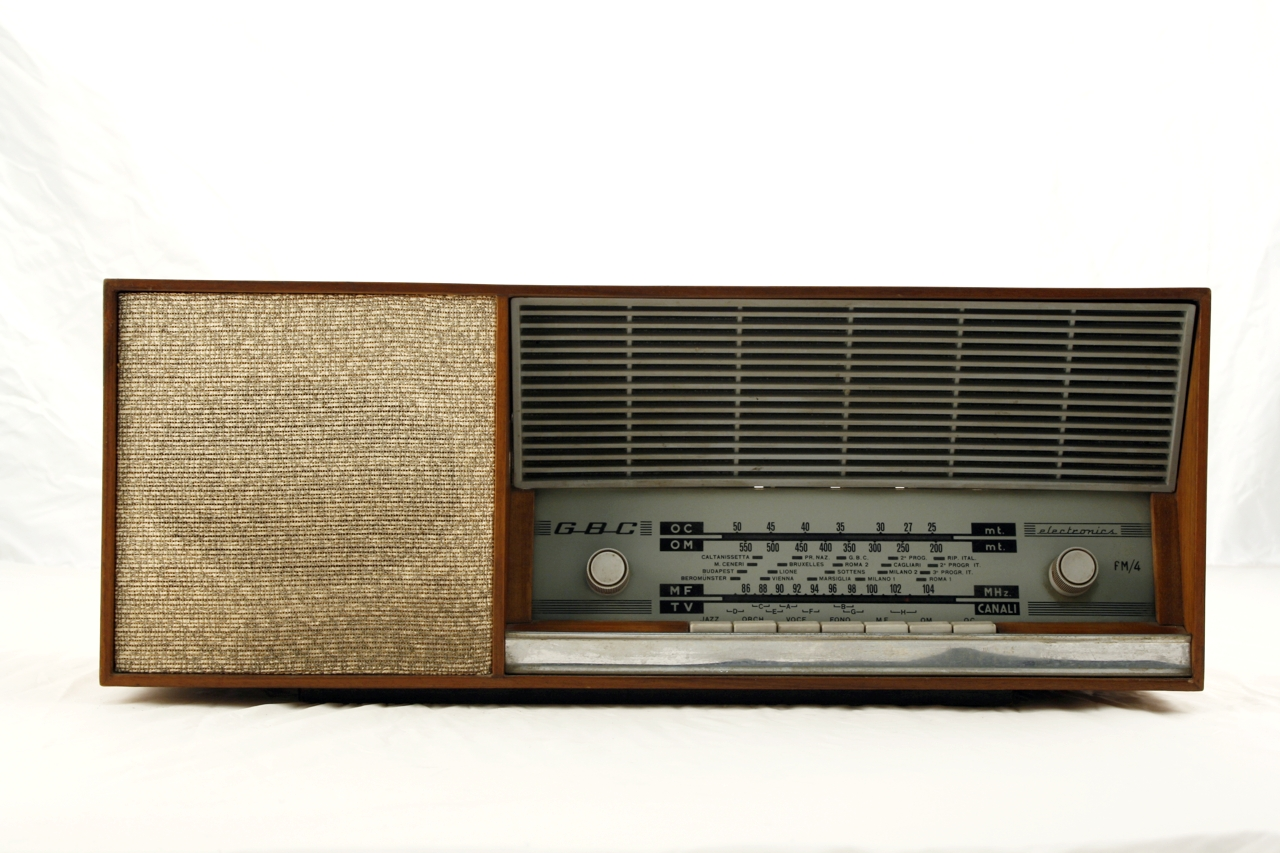
Un radioricevitore a valvole GBC FM/4 Recital degli anni 60.

Oltre alla componentistica fatta costruire da terzisti, innumerevoli sono i prodotti semicompleti e completi progettati e venduti nel corso degli anni dall'azienda, relativi ad una fascia medio-economica di elettronica. Oltre ai circuiti (ricevitori, sintonizzatori, oscillografi, ed altri circuiti) già alla fine degli anni cinquanta vengono proposti - completi o semicompleti - registratori, giradischi (SM/3363, televisori (TV1700, TV2002), amplificatori (TR/3356, SM/4413) e radio (quali la SM/3, SM/9, SM/3368) che, escludendo i costi di assemblaggio, vengono proposti a costi inferiori a quelli della concorrenza. Ben presto vengono proposti anche apparati nati finiti (soprattutto radio, quali le K2/4P a onde medie e corte del 1957, la K2/14 del 1959, le successive radio FM/55 e FM/199-A). L'idea è quella di tenersi aperte diverse fette di acquirenti. Sia le aziende in cerca di componentistica, che i riparatori e i piccoli assemblatori - allora innumerevoli e spesso coincidenti con negozianti e riparatori - alla ricerca di prodotti semicompleti da assemblare e rimarchiare per la vendita al dettaglio. Oltre a questo, si punta agli appassionati di elettronica e radiotecnica, un settore allora in crescita, ed al pubblico finale, alla ricerca di prodotti finiti a costi accessibili.

### L'ingresso nel mercato dell'elettronica
Negli anni sessanta, mentre l'azienda muta nuovamente il proprio marchio in GBC Electronics, (con il logo che riporta le due parole, sovrapposte, all'interno di una figura irregolare) concentrando l'attività principale nell'elettronica di consumo. Si ricordano diverse fonovaligie (quali la Caby FV711 e la FV801 Clad), registratori (RG/27 Derfons), televisori (UT/110B Jerry), oltre a compositi di più funzioni (radio-giradischi-registratore, come l'FMm/44-RF Ramon, FM/50-RF Sirius, il Sangrau FM/64RF). Oltre ad alcuni progetti nel settore dell'autoradio, quali la radio con registratore e giradischi Akkord AR/716, a fine decennio vengono progettati anche componenti singoli, nella speranza di far presa nel mercato allora promettente dell'Hi-Fi (si ricordano l'amplificatore Z805 e le casse acustiche A/801). È il periodo di massima espansione per l'azienda che, oltre a distributori in tutta Italia, possiede negozi propri anche a Londra, Parigi e New York.

### La fine della produzione e la distribuzione
Negli anni settanta, complice il crollo dei prezzi della componentistica e degli stessi prodotti orientali, GBC attua un netto cambio di strategia. La produzione viene rallentata e si torna alla distribuzione conto terzi oltre che di componenti, anche di prodotti finiti. I prodotti presentati nel corso del decennio sono quindi in parte progettati e assemblati in proprio, in parte con semilavorati d'importazione. Vengono presentati alcuni nuovi televisori in linea con il decennio (il Karlos UT-6020 del 1974, la Paris FM/855-B del 1976, lo UT6524 del 1978) e la produzione in proprio - anche tramite assemblaggio - cessa definitivamente con la fine del decennio.
Nel corso degli anni settanta ed ottanta, vengono invece proseguiti e potenziati gli accordi di distribuzione con diverse aziende e si creano distributori ad hoc. È il caso della Furman s.p.a., la cui sede viene ubicata sempre a Cinisello Balsamo, in via Ferri 6, e tramite cui GBC distribuisce in Italia i prodotti della Sony , azienda con la quale aveva stretto accordi fin dalla fine degli anni 50, di Amtroncraft (i primi generatori di ritmo per musica) ed altri. Nel frattempo, attività sede e stabilimenti sono stati definitivamente dismessi, cessando ogni produzione. Prosegue l'attività di distribuzione, anche se gli accordi vengono nel corso degli anni ottanta ceduti a terzi.
Negli anni ottanta non uscirono prodotti marchiati GBC, per il temporaneo congelamento nell'utilizzo del marchio. Alla fine degli anni settanta, il management di GBC - concentrato sulla distribuzione conto terzi - intuisce il futuro del mercato dei personal computer e la possibilità di sfruttare a tal scopo la rete dei propri negozi, ancora esistente e valida. Pur non potendoli costruire o assemblare, vengono quindi stretti accordi, creando, presso la storica sede amministrativa di GBC, in via Vincenzo Monti 15 a Milano, la P.B.S. S.r.l.  per la distribuzione di Sinclair e DAI, un home computer basato sull'Intel 8080 prodotto dalla Data Application International dal 1977, nei propri 300 negozi. All'inizio del decennio la Mistral, azienda componentistica del gruppo statale Gepi, che aveva acquistato la licenza di fabbricazione di un personal computer americano - il Mistral 801 - decide di affidarsi alla GBC per la vendita. Nel 1984 la distribuzione dei Sinclair arriva alle 200.000 unità. Anche tale attività diminuisce nel corso del decennio, gli accordi con i negozi non vengono rinnovati, al punto che i punti vendita - oramai in franchising - si riducono ad 80. Alla fine del decennio la GBC, quale realtà produttiva, ha cessato di esistere. 
All'inizio degli anni 90, la rete superstite dei negozi riprende a distribuire prodotti acquistati ed importati da costruttori terzi, in gran parte cinesi, e rimarchiati GBC. È il caso di una serie di registratori a cassette (quali lo W116), radio, ed altri apparati elettronici, via via messi a listino.

### La cessione del marchio
Nel 1995 il marchio ed il franchising sono ceduti a una società terza che - pur proseguendo nell'attività di importazione - amplia le categorie merceologiche e stringendo nuovi accordi di franchising per la vendita di materiale elettronico, incrementa il numero dei punti vendita a marchio aziendale.

## L'attività editoriale
Fin dalla fine degli anni 1950, vengono edite dapprima direttamente dalla GBC diverse linee di cataloghi separati (cataloghi per valvole, semiconduttori, componenti elettronici - linea chiamata negli anni settanta "attualità elettroniche", per semiconduttori, con linee ed edizioni rinnovate e sostituite in base agli sviluppi tecnologici).
Dopo aver fondato già nel 1957 il gruppo editoriale Jacopo Castelfranchi Editore (JCE) con lo scopo di stampare cataloghi, la GBC entra anche nel settore della divulgazione editoriale, pubblicando per alcuni anni rotocalchi di settore, volti ad insegnare l'elettrotecnica ed il montaggio di apparati. Si ricordano riviste quali Sperimentare-Rivista mensile di tecnica elettronica e fotografica di elettrotecnica chimica ed altre scienze applicate, edita dalla seconda metà degli anni sessanta - con varie modifiche nel titolo e nel taglio editoriale - fino alla seconda metà degli anni ottanta. Un'altra rivista strategica per il gruppo sarà Selezione Radio nata nel 1950, ed affidata - come molte altre, al fratello Ruben Castelfranchi, ed utile anche per la distribuzione di prodotti terzi. Alla fine, molte saranno altre riviste edite nel corso degli anni (fra le quali Selezione di Tecnica Radio TV, Elettronica Oggi, Cinescopio, Eurosat, Applicando, Din, Millecanali, rivista mensile dedicata alle radio e alle televisioni locali).
Nel 1978 il gruppo editoriale viene ceduto assieme ai suoi beni al Gruppo Editoriale Jackson, che continuerà a pubblicare alcune riviste come JCE. A gennaio del 1979 la GBC chiude. La sede della JCE, che coincideva con quella di GBC in via Pelizza da Volpedo deve essere quindi lasciata, spostandosi in Via dei Lavoratori 124 a Cinisello Balsamo; l'azienda - sotto la nuova proprietà - riprende la denominazione di Jacopo Castelfranchi Editore. A novembre del 1985 la sede viene trasferita in via Ferri 6, a Cinisello Balsamo e, dopo anni, qua viene trasferita anche la sede legale, lasciando il palazzo di via Monti a Milano.
Nel dicembre del 1985 Selezione Radio, edita dal 1950, e diventata nel frattempo Selezione di elettronica e microcomputer, pubblica il proprio ultimo numero. Alla fine del 1986 il nome JCE cessa di essere utilizzato con il termine di tutte le sue pubblicazioni superstiti, fra le quali Sperimentare con l'elettronica e il computer  (in stampa dal 1967 con il nome di Sperimentare) e viene lasciata anche la sede di Via Ferri. Nel frattempo, il Gruppo Editoriale Jackson, con sede a Milano in via Rosellini 12, proseguirà con le proprie pubblicazioni di nuovo genere, e maggiormente adeguate ai tempi, quali Enciclopedia informatica (EI), Bit (edita dal 1978 al 1997), PC upgrade, Videogiochi (edita dal 1983), e manualistica informatica e di programmazione.

## Le sponsorizzazioni

G.B.C. title sponsor della squadra di calcio femminile dell' nella stagione 1976

Per pubblicizzare la propria attività, al pari di altre aziende del settore quali Phonola, Magnadyne, Europhon, Seleco, anche la G.B.C. di primi anni 60 del XX secolo si dedica con impegno sempre maggiore alla sponsorizzazione sportiva.
Il logo dell'azienda viene inizialmente pubblicizzato in eventi di pugilato. Dal 1963 inizia l'impegno nel ciclismo con il patrocinio della Libertas, squadra professionistica belga capitanata da Rik Van Looy. L'anno seguente la G.B.C. dà vita a una squadra omonima che vede la stessa azienda come sponsor unico dal 1964 al 1969, e in seguito affiancata dai marchi Zimba-Mondia (1970), Zimba (1971) e Sony (1972): corsero per la squadra, tra gli altri, Imerio Massignan, Aldo Moser e Rudi Altig.
Castelfranchi arriva anche a patrocinare come title sponsor una squadra di calcio femminile, il GBC Milan, nel biennio 1976-1977 oltreché ad acquistare una squadra di pallacanestro femminile, la Milano, sponsorizzata dal 1980 al 1985.